# تورپ ملسور
تورپ ملسور (به انگلیسی: Thorpe Malsor) یک روستا و محله مدنی در بریتانیا است که در Kettering واقع شده‌است. تورپ ملسور ۱۴۴ نفر جمعیت دارد.